# Teatro romano di Saragozza
Il teatro romano di Saragozza è un teatro di epoca romana costruito a Saragozza nella prima metà del I secolo, nell'età di Tiberio e Claudio.
Il teatro aveva una capacità di 6.000 spettatori (in una città dove all'epoca vivevano 18.000 persone) e seguiva il modello del Teatro di Marcello di Roma.
Rimase in attività fino al III secolo e successivamente i suoi materiali sono stati usati per costruire mura e altri edifici.
Nel 1973 venne riportato alla luce dagli scavi archeologici e oggi può essere visitato.
Nel 2001 è stato dichiarato Bien de Interés Cultural.